# Ludwig Beck
Generaloberst Ludwig August Theodor Beck (29 de junho de 1880 — 21 de julho de 1944) foi um militar alemão e oficial do Estado-maior das Forças Armadas da Alemanha durante os primeiros anos do Terceiro Reich, antes do início da Segunda Guerra Mundial.

## Biografia

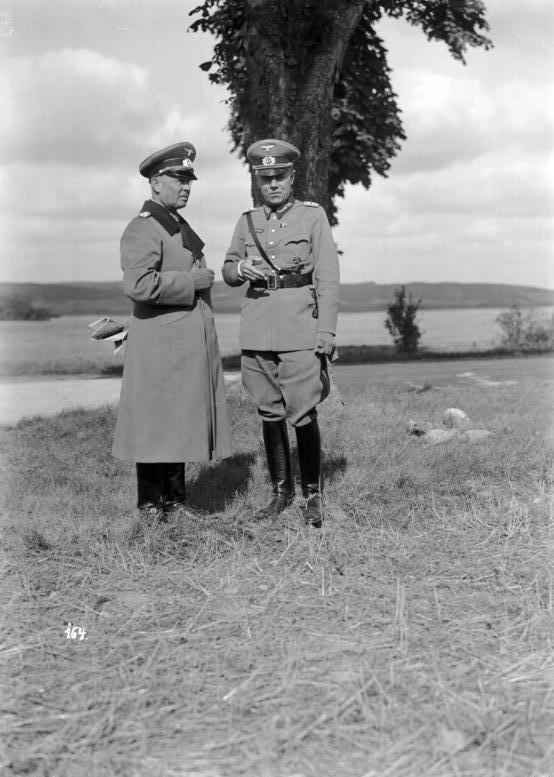
Ludwig Beck e Werner von Fritsch em manobra militar em 1937

Nascido em Bierbrich, Hesse-Nassau, foi educado sob as tradições militares da Prússia. Serviu no front ocidental durante a Primeira Guerra Mundial e em 1935 substituiu o general Kurt von Hammerstein-Equord como chefe do Estado-maior.
Beck ganhou respeito após a publicação de seu manual tático do exército alemão, Die Truppenführung, preparado durante o período de 1931-33. Opôs-se aos esforços de Hitler de diminuir a influência do exército e também às suas guerras expansionistas. Tentou impedir o Führer de anexar os Sudetos e a Tchecoslováquia em 1938 e neste mesmo ano ele se demite em sinal de protesto.
Ele volta aos assuntos militares em 1943, quando se junta a outros conspiradores para assassinar Hitler, caso a tentativa tivesse sucesso, Beck tornaria-se o Chefe do Governo provisório que seria instalado.
A tentativa de golpe fracassou e na manhã seguinte Beck já estava sob a custódia do general Friedrich Fromm. Ele cometeu suicídio com um tiro na cabeça em 21 de julho logo após sua prisão.